# اتیمز، قسطمونی
اتیمز (به ترکی استانبولی: Etyemez) یک منطقهٔ مسکونی در ترکیه است که در قسطمونی واقع شده‌است.